# Hidroxid de aur(III)
Hidroxidul de aur este o bază alcătuită din trei grupări hidroxil și un atom de aur. Formula sa chimică este Au(OH)3. 
Este denumit și acid auric.
1. ↑  „Hidroxid de aur”, 54182-83-1 (în engleză), PubChem, accesat în 14 octombrie 2016